# 四絲軟梳䲁
四絲軟梳䲁（學名：Malacoctenus tetranemus），為輻鰭魚綱䲁形目脂䲁科軟梳䲁屬的一個種，分布於東太平洋加利福尼亞灣至祕魯，包括加拉巴哥群島海域，深度6至23公尺，本魚頭部細長，吻尖，頸背觸鬚一對緊密排列，分枝繁多，眼上方有一根分枝狀的觸鬚，頦後鰓蓋骨基部之間有4-8個孔，上頜後端上部被眼下骨質覆蓋，上顎兩側無齒，側線鱗53-61片，側面有雙排深綠褐色斑點，身體下半部有許多黑點，頭部下半部密布小黑點，眼睛後面有一個黑色瞳孔大小的斑點，背鰭硬棘19枚、背鰭軟條11枚、臀鰭硬棘2枚、臀鰭軟條19枚，體長可達7.6公分，棲息在礫石區的潮池，以小型無脊椎動物為食，生活習性不明。